# فرودگاه هلیگولند
فرودگاه هلیگولند (به انگلیسی: Heligoland Airport) (به زبان بومی: Flughafen Helgoland-Düne) یک فرودگاه همگانی با کد یاتا HGL است که یک باند فرود بتن دارد و طول باند آن ۴۸۰ متر است. این فرودگاه در شهر هلیگولند کشور آلمان قرار دارد و در ارتفاع ۲ متری از سطح دریا واقع شده‌است.

## شرکت‌های هواپیمایی و مقصدهای پروازی
The following airlines offer regular scheduled and charter flights at Heligoland Airport:
| شرکت‌های هواپیمایی              | مقصدهای پروازی                |
| ------------------------------ | ----------------------------- |
| OFD Ostfriesischer-Flug-Dienst | Cuxhaven/Nordholz, هاید-بوسوم |